# Pravi kazuari
Pravi kazuari (Casuarius) je rod velikih ptica neletačica koji je nastanjen u tropskim šumama Nove Gvineje sjeveroistočne Australije i obližnjih otoka.
Veliki kazuar je treća živuća ptica po visini i težini, manji je samo od noja i emua.
Ove ptice uglavnom se hrane voćem, ali su svežderi i hrane se još gljivama, beskralježnjacima i malim kralježnjacima. 
Jako su sramežljivi, ali kada im netko ometa mir, mogu vrlo lako nanijeti ozbiljne ozljede djeci i psima.

## Opis
O malom i šarenovratom kazuaru ne zna se baš toliko dobro kao o velikom kazuaru. Sve tri vrste kazuara su jako sramežljive ptice i kriju se duboko u šumi. Vješto nestaju prije nego ljudi saznaju da su tamo. 
Ženke su veće i vedrije obojene. Obično su kazuari visoki 1.5-1.8 metara, iako neke ženke mogu dosegnuti visinu preko 2 metra. Težina im je oko 70 kilograma. 
Kazuari imaju tri nožna prsta na kojima se nalaze oštre kandže. Drugi prst nalik je bodežu i dug je oko 12.5 cm. Mogu trčati i do 50 km/h kroz gustu šumu. Mogu skočiti i do visine od 1.5 m. Jako su dobri plivači, mogu s lakoćom prijeći široke rijeke, ali i plivati u moru.
Sve tri vrste na vrhu glave imaju meku i spužvastu "kacigu" nalik na rog, koja je duga do 18 cm. Još nije potpuno dokazano za što služi, ali postoje različite teorije. Neki kažu da služi kao sekundarna spolna karakteristika, dok ih dosta smatra da služi za snalaženje u područjima obraslim grmljem, ali i kao oružje u sukobima za vlast. 
Prosječan životni vijek kazuara u divljini je 40-50 godina.

## Ponašanje
Kazuari su osamljene ptice, osim za vrijeme udvaranja, polaganja jaja, a ponekad i u potrazi za hranom. Mužjak oštro brani teritorij od oko 7 četvornih kilometara, dok se ženke gnijezde i na teritorijima drugih mužjaka.

### Razmnožavanje
Sezona parenja počinje u svibnju ili lipnju. Ženka polaže 3-8 velikih, zelenih ili plavo-zelenih jaja na hrpu lišća. Mjere jaja su oko 9-14 centimetara. Samo su nojeva i emuova jaja veća. Ženka ne vodi brigu o jajima, nego odlazi polagati još jaja na teritorijima drugih mužjaka. Mužjak inkubira jaja 50-52 dana. 

### Prehrana
Kazuari su uglavnom frugivorni, jedu najčešće voće, ali ipak hrane se i cvjetovima, gljivama, puževima, žabama, kukcima, pticama, ribama, štakorima i strvinama. 
Do voćne hrane uglavnom dolaze kada plodovi padaju sa stabala. Idu dalje kada voća nestane. Voće gutaju cijelo, bez usitnjavanja, čak i jabuke i banane. Preko izmeta rasprostranjuju sjemenke.

## Vanjske poveznice
|  | Zajednički poslužitelj ima stranicu o temi Casuarius    |
|  | Zajednički poslužitelj ima još gradiva o temi Casuarius |
|  | Wikivrste imaju podatke o taksonu Casuarius             |